# وايب أوت 64
وايب أوت 64 (بالإنجليزية: Wipeout 64)‏ لعبة فيديو إلكترونية من نوع السباقات طورها ستوديو بسيغنوسيس البريطاني ونشرتها شركة ميدواي الأمريكية سنة 1998. وتعمل حصراً لنظام التشغيل نينتندو 64. وهي ثالث لعبة من سلسلة وايب أوت ولا تزال اللعبة الوحيدة من السلسلة التي تعمل على نظام التشغيل نينتندو. في وقت إصدار اللعبة، كانت شركة سوني إنتراكتيف إنترتينمنت قد امتلكت ستوديو بسيغنوسيس منذ خمس سنوات وقد أُصدرت جميع ألعاب وايب أوت اللاحقة على أجهزتها حصريًا.

## روابط خارجية
- وايب أوت 64 على موقع IMDb (الإنجليزية)